# Estación Matagusanos
Matagusanos es una estación ferroviaria ubicada en el Departamento Albardón, Provincia de San Juan, República Argentina. Pertenece al Ferrocarril General Belgrano de la Red ferroviaria argentina.

## Servicios
En la actualidad no presta ningún tipo de servicios. En el pasado prestó servicios de pasajeros  y de cargas a cargo de Ferrocarriles Argentinos. Los primeros se detuvieron en el año 1960 (debido al mal estado de las vías ocasionado entre otras cosas por el Terremoto de San Juan de 1944 y las frecuentes crecidas que azotan el lugar) y los segundos en el año 2000.